# Sauvagnac
Sauvagnac település Franciaországban, Charente megyében. Lakosainak száma 68 fő (2022. január 1.). Sauvagnac Le Lindois, Massignac, Roussines, Maisonnais-sur-Tardoire és Les Salles-Lavauguyon községekkel határos.

## Népesség
A település népessége az elmúlt években az alábbi módon változott:
| Lakosok száma | 93   | 76   | 69   | 76   | 67   | 61   | 62   | 64   | 66   | 68   |
|               | 1968 | 1982 | 1990 | 2006 | 2013 | 2015 | 2017 | 2019 | 2020 | 2022 |